# Stavhopp för herrar i friidrott vid olympiska sommarspelen 1972
Stavhoppet för herrar vid olympiska sommarspelen 1972 i München avgjordes 1-2 september. 

## Medaljörer
| Gren     | Guld                           | Guld        | Silver               | Silver | Brons             | Brons  |
| Stavhopp | Wolfgang Nordwig · Östtyskland | 5,50 m (OR) | Robert Seagren · USA | 5,40 m | Jan Johnson · USA | 5,35 m |

## Resultat

### Kval
| Placering | Namn                  | Nationalitet   | Grupp | Notering | 4.80 | 5.00 | 5.10 |
| --------- | --------------------- | -------------- | ----- | -------- | ---- | ---- | ---- |
| 1T        | Antti Kalliomäki      | Finland        | A     | 5.10     | p    | p    | o    |
| 1T        | Wolfgang Nordwig      | Östtyskland    | A     | 5.10     | p    | p    | o    |
| 3T        | Bruce Simpson         | Kanada         | B     | 5.10     | p    | o    | o    |
| 3T        | Hervé d’Encausse      | Frankrike      | A     | 5.10     | p    | o    | o    |
| 5         | Reinhard Kuretzky     | Västtyskland   | B     | 5.10     | o    | o    | o    |
| 6T        | François Tracanelli   | Frankrike      | B     | 5.10     | p    | p    | xo   |
| 6T        | Bob Seagren           | USA            | A     | 5.10     | p    | p    | xo   |
| 8         | Hans Lagergvist       | Sverige        | A     | 5.10     | p    | o    | xo   |
| 9         | Volker Ohl            | Västtyskland   | A     | 5.10     | o    | o    | xo   |
| 10        | Jan Johnson           | USA            | A     | 5.10     | o    | xo   | xo   |
| 11        | Tadeusz Ślusarski     | Polen          | B     | 5.00     | p    | o    | xxx  |
| 12        | Wojciech Buciarski    | Polen          | B     | 5.00     | p    | xo   | xxx  |
| 13        | Khristos Papanikolaou | Grekland       | A     | 5.00     | xxo  | xo   | xxx  |
| 14        | Ingemar Jernberg      | Sverige        | B     | 5.00     | xo   | xxo  | xxx  |
| 15        | Silvio Fraquelli      | Italien        | B     | 4.80     | o    | xxx  |      |
| 16T       | Raymond Boyd          | Australien     | B     | 4.80     | xo   | xxx  |      |
| 16T       | Michael Bull          | Storbritannien | B     | 4.80     | xo   | xxx  |      |
| 18        | Stephen Smith         | USA            | A     | 4.80     | xxo  | xxx  |      |
| -         | Kjell Isaksson        | Sverige        | A     | NM       | p    | xxx  |      |
| -         | Kirk Bryde            | Kanada         | B     | NM       | xxx  |      |      |
| -         | Renato Dionisi        | Italien        | A     | NM       | xxx  |      |      |
| -         | Abass Goudiaby        | Senegal        | B     | DNS      |      |      |      |

### Final
| Placering | Namn                  | Nationalitet | Notering | 4.80 | 5.00 | 5.10 | 5.20 | 5.30 | 5.35 | 5.40 | 5.45 | 5.50 | 5.56 | Noteringar |
| --------- | --------------------- | ------------ | -------- | ---- | ---- | ---- | ---- | ---- | ---- | ---- | ---- | ---- | ---- | ---------- |
| 1         | Wolfgang Nordwig      | Östtyskland  | 5.50     | p    | p    | o    | p    | xo   | o    | xo   | o    | xxo  | xxx  | OR         |
| 2         | Bob Seagren           | USA          | 5.40     | p    | p    | p    | o    | p    | o    | xxo  | xxx  |      |      |            |
| 3         | Jan Johnson           | USA          | 5.35     | p    | p    | p    | xo   | p    | xo   | xxx  |      |      |      |            |
| 4         | Reinhard Kuretzky     | Västtyskland | 5.30     | o    | xo   | xxo  | xo   | o    | xxx  |      |      |      |      |            |
| 5         | Bruce Simpson         | Kanada       | 5.20     | p    | o    | xxo  | o    | xxx  |      |      |      |      |      |            |
| 6         | Volker Ohl            | Västtyskland | 5.20     | p    | p    | xo   | xo   | xxx  |      |      |      |      |      |            |
| 7         | Hans Lagergvist       | Sverige      | 5.20     | p    | xo   | p    | xxo  | xxx  |      |      |      |      |      |            |
| 8         | François Tracanelli   | Frankrike    | 5.10     | p    | p    | o    | p    | xxx  |      |      |      |      |      |            |
| 9         | Ingemar Jernberg      | Sverige      | 5.10     | p    | xxo  | xo   | xxx  |      |      |      |      |      |      |            |
| 10        | Wojciech Buciarski    | Polen        | 5.00     | p    | o    | p    | xxx  |      |      |      |      |      |      |            |
| 11        | Khristos Papanikolaou | Grekland     | 5.00     | o    | o    | p    | xxx  |      |      |      |      |      |      |            |
| -         | Antti Kalliomäki      | Finland      | NM       | p    | p    | p    | xxx  |      |      |      |      |      |      |            |
| -         | Hervé d’Encausse      | Frankrike    | NM       | p    | p    | xxx  |      |      |      |      |      |      |      |            |

Key:  OR = Olympiskt rekord; o = klarade ; p = stod över; x = rivning; NM = ingen notering; T = oavgjort; DNS = Startade inte